# Der vollkommene Capellmeister
Der vollkommene Capellmeister (in tedesco, "Il perfetto maestro di cappella") è un trattato musicale di Johann Mattheson, pubblicato ad Amburgo nel 1739.

## Storia
Il trattato di Mattheson, che costituisce uno dei maggiori testi specifici del periodo barocco, comprende nozioni sul gusto, la prassi esecutiva, gli abbellimenti e la teoria musicale. Mattheson, inoltre, tratta della formazione dei maestri di cappella, argomentandone le capacità e le doti necessarie e ponendo l'accento sui vari doveri e le aspettative. Il libro contiene anche aneddoti e curiosità sui musicisti dell'epoca, come Bach, Händel e Vivaldi.
Numerosi compositori, nel corso dei decenni successivi, hanno fatto riferimento alle osservazioni presenti nel trattato di Mattheson per questioni di prassi esecutiva e di estetica musicale.